# Амирян, Гоарик Амбарцумовна
Гоари́к Амбарцу́мовна Амиря́н (азерб. Qoarik Hambarsumovna Əmiryan, арм. Գոհարիկ Համբարձումի Ամիրյան; 1919, Коканд — 1987, Нагорно-Карабахская АО) — советский виноградарь, Герой Социалистического Труда (1950).

## Биография
Родилась в 1919 году в городе Коканд Ферганской области РСФСР (ныне в Узбекистане).
В 1926 году семья переезжает в город Кировабад Азербайджанской ССР. С 1926 года рабочая, звеньевая Мартунинского виноградарского совхоза Министерства пищевой промышленности СССР. В 1944 году получила урожай винограда 250 центнеров с каждого гектара, в 1949 году — 199,9 центнеров с гектара на площади 3,7 гектаров поливных виноградников. В 1956 году возглавляемое Амирян звено получило 177 центнеров винограда с каждого гектара, а Гоарик Амирян лично получила 240 центнеров. В 1957 году Амирян получила 290 центнеров винограда с гектара. Применяла новые методы сортовой агротехники винограда в зависимости от климатических условий. В 1953—1958 годах участвовала в ВСХВ.
Указом Президиума Верховного Совета СССР от 4 сентября 1950 года за получение высоких урожаев винограда на поливных виноградниках в 1949 году Амирян Гоарик Амбарцумовне присвоено звание Героя Социалистического Труда с вручением ордена Ленина и золотой медали «Серп и Молот».
Активно участвовала в общественной жизни Азербайджана. Депутат Верховного Совета Азербайджанской ССР 5-го созыва. Член Мартунинского райкома и Нагорно-Карабахского обкома КП Азербайджана.
Скончалась в 1987 году в селе Гиш Мартунинского района НКАО Азербайджанской ССР.